# Лугал
Лугал (шумерск. „голям човек“) се наричал военният вожд на шумерски град-държава, избиран от народно събрание по време на война, който трябвало да ръководи военната кампания. По-късно титулът лугал става практически пожизнен във връзка с продължителния характер на военните конфликти. След 2900 г. пр.н.е. лугалите на практика стават царе във всички големи градове, а властта им започва да се предава по наследство. В някои номове управители оставали енсите, а лугалите се избирали само в периода на въоръжени конфликти. В градовете, където властта на лугалите се утвърдили окончателно, енсите се оказвали в подчинено и зависимо от тях положение.